# Maruia Shelton
Maruia Shelton es una actriz de teatro, cine y televisión colombofrancesa.

## Carrera
Con formación actoral en territorio europeo, Shelton ha figurado en producciones colombianas y estadounidenses. En 2012 protagonizó la película de terror de Alfonso Acosta El resquicio. Ese mismo año debutó en la televisión colombiana en la serie El patrón del mal. A partir de entonces ha figurado en varias producciones para televisión en el país cafetero como La promesa, Cumbia Ninja, La viuda negra y más recientemente, en El General Naranjo.
Interpretó además el papel de Juliana Carrillo en la serie de Netflix Narcos en sus dos primeras temporadas. En los Estados Unidos ha figurado en largometrajes como The Belko Experiment y Blunt Force Trauma. Mañana a esta hora, película colombiana en la que participó en 2017, obtuvo reconocimiento internacional en el Festival de Cine de Locarno.

## Filmografía destacada

### Cine
- The Belko Experiment
- Blunt Force Trauma
- Mañana a esta hora[6]
- El resquicio
- Tierra caliente (corto)[7]
- Conexiones (corto)
- Aurora (corto)
- La obra (corto)
- Sin remitente (corto)
- A través del espejo (corto)
- Maneras de contener el llanto (corto)
- Los sembrados (corto)
- La vida secreta de Isabel Goncourt (corto)

### Televisión
- 2019 - El General Naranjo
- 2016 - Crónicas de sábado
- 2016 - Hasta que te conocí
- 2015 - Narcos
- 2014 - La viuda negra
- 2014 - Tres Caínes
- 2013 - Allá te espero
- 2013 - Cumbia ninja
- 2013 - Cinco viudas sueltas
- 2013 - La promesa
- 2013 - El día de la suerte
- 2012 - Escobar, el patrón del mal